# Sanmenxia
Sanmenxia (cinese: 三门峡; pinyin: Sānménxiá) è una città con status di prefettura della provincia dell'Henan, nella Cina centro-orientale.

## Geografia antropica

### Suddivisioni amministrative
La prefettura di Sanmenxia è a sua volta divisa in 1 distretto, 2 città e 3 contee.
- Distretto di Hubin - 湖滨区 Húbīn Qū ;
- la città di Yima - 义马市 Yìmǎ Shì ;
- la città di Lingbao - 灵宝市 Língbǎo Shì ;
- Contea di Mianchi - 渑池县 Miǎnchí Xiàn ;
- Distretto di Shanzhou - 陕州区 Shǎnzhōu Qū ;
- Contea di Lushi - 卢氏县 Lúshì Xiàn.